# 合记包子
合记包子又称狗咬的是河北邯郸的面食小吃，由任真吉创立。合记包子与津津乐菊花包、鸿来顺津味包、老幼乐包子、张小生包子同为邯郸地区较为出名的包子类面食小吃。

## 起源
民国时期任真吉和永年双岭一起合伙开了一个包子铺，因为任真吉是独生子，如果你抱他出门时候，他家里养的狗正好叫着，他的父亲给他起名叫「狗咬的」。合记包子面柔色白，大小整齐，味道鲜美。来买他家包子的，绝大部分是搬运工人及普通老百姓，他们来买包子时，直呼其小名，时间长了就把他的包子也叫做「狗咬的」包子了。